# Magilumiere Co. Ltd.
Magilumière Co. Ltd. (株式会社マジルミエ, Kabushiki Gaisha Majirumie) est un manga écrit par Sekka Iwata et illustré par Yu Aoki. La série a été prépubliée du octobre 2021 au juillet 2025 dans la plateforme de lecture en ligne Shōnen Jump+ de l'éditeur Shūeisha. La version française est publiée par Kana depuis octobre 2024.
Une adaptation en anime par les studios Studio Moe et J. C. Staff sera diffusée à partir d'octobre 2024.

## Synopsis
L’histoire se déroule dans un monde où être une Magical Girl est une profession populaire qui implique l’extermination de créatures mystérieuses appelées Kaii (怪異). Kana Sakuragi, fraichement diplômée de l’université, a du mal de trouver un emploi. En mettant à profit son excellente mémoire,, elle aide une Magical Girl du nom de Hitomi Koshigaya à exterminer un Kaii. Heureuse d’avoir enfin été utile, Sakuragi finit par devenir la Magical Girl de Magilumiere, la start-up de filles magiques où travaille Koshagaya. En plus de cette dernière, Magilumiere est composé de son président Kouji Shigemoto, un homme d’âge moyen qui s’habille en Magical Girl, de Kaede Midorikawa, qui s’occupe des clients, et de l’ingénieur spécialisé en magie, Kazuo Nikoyama.

## Personnages
Kana Sakuragi (桜木 カナ, Sakuragi Kana)
Voix japonaise : Fairouz Ai, voix française : Laura Pistorio
Hitomi Koshigaya (越谷 仁美, Koshigaya Hitomi)
Voix japonaise : Yumiri Hanamori (ja), voix française : Caroline Roussel
Kōji Shigemoto (重本 浩司, Shigemoto Kōji)
Voix japonaise : Rikiya Koyama, voix française : Alexandre Coadour
Kaede Midorikawa (翠川 楓, Midorikawa Kaede)
Voix japonaise : Ryōta Ōsaka (ja), voix française : Christophe Hespel
Kazuo Nikoyama (二子山 和央, Nikoyama Kazuo)
Voix japonaise : Daiki Yamashita, voix française : Jean-François Gérard
Mei Tsuchiba (土刃 メイ, Tsuchiba Mei)
Voix japonaise : Chika Anzai, voix française : Alexiane Cazenave
Kei Koga (古賀 圭, Koga Kei)
Voix japonaise : Akira Ishida, voix française : Vincent Latorre
Lily Aoi (葵 リリー, Aoi Rirī)
Voix japonaise : Kaori Ishihara, voix française : Jacqueline Berces
Miyako Asō (麻生 美弥子, Asō Miyako)
Voix japonaise : Kikuko Inoue, voix française : Elsa Petit

Adaptation VF : Claire Guillot pour FDR Studio

## Manga
Magilumiere Co. Ltd. est écrit par Sekka Iwata et dessiné par Yu Aoki. Il a été publié sur la plateforme de lecture en ligne Shōnen Jump+ du 20 octobre 2021 au 9 juillet 2025. L'éditeur Shueisha publie la série sous format tankōbon à partir du 4 février 2022. Le 4 juin 2025, 17 volumes ont été publiés au Japon.
En novembre 2023, Kana annonce la publication de la version française avec le premier tome le 18 octobre 2024,.

### Liste des volumes
| no | Japonais         | Japonais          | Français        | Français          |
| no | Date de sortie   | ISBN              | Date de sortie  | ISBN              |
| -- | ---------------- | ----------------- | --------------- | ----------------- |
| 1  | 4 février 2022   | 978-4-08-883028-5 | 18 octobre 2024 | 978-2-50-512156-5 |
| 2  | 2 mai 2022       | 978-4-08-883133-6 | 6 décembre 2024 | 978-2-50-512619-5 |
| 3  | 4 juillet 2022   | 978-4-08-883219-7 | 21 février 2025 | 978-2-50-512658-4 |
| 4  | 2 septembre 2022 | 978-4-08-883243-2 | 4 avril 2025    | 978-2-50-512659-1 |
| 5  | 4 novembre 2022  | 978-4-08-883330-9 | 1er juin 2025   | 978-2-50-512660-7 |
| 6  | 3 février 2023   | 978-4-08-883481-8 | 1er août 2025   | 978-2-50-512661-4 |
| 7  | 2 mai 2023       | 978-4-08-883540-2 | 3 octobre 2025  | 978-2-50-512779-6 |
| 8  | 4 aout 2023      | 978-4-08-883679-9 |                 |                   |
| 9  | 4 octobre 2023   | 978-4-08-883734-5 |                 |                   |
| 10 | 4 décembre 2023  | 978-4-08-883735-2 |                 |                   |
| 11 | 4 avril 2024     | 978-4-08-884003-1 |                 |                   |
| 12 | 4 juin 2024      | 978-4-08-884058-1 |                 |                   |
| 13 | 4 septembre 2024 | 978-4-08-884201-1 |                 |                   |
| 14 | 4 octobre 2024   | 978-4-08-884230-1 |                 |                   |
| 15 | 4 janvier 2025   | 978-4-08-884293-6 |                 |                   |
| 16 | 4 avril 2025     | 978-4-08-884549-4 |                 |                   |
| 17 | 4 juin 2025      | 978-4-08-884641-5 |                 |                   |
| 18 | 4 septembre 2025 | 978-4-08-884736-8 |                 |                   |

## Anime
L'adaptation en anime est annoncée le 29 novembre 2023. Elle est réalisée par les studios Studio Moe et J. C. Staff. Le réalisateur est Masahiro Hiraoka, sur un scénario de Shingo Nagai, un design des personnages de Hidehiro Asama et des compositions de Makoto Miyazaki,. La série sera diffusée à partir du 4 octobre 2024 sur le bloc de programme Friday Night Anime de la chaine NNS. La série est diffusée sur la plateforme Prime Video pour les pays francophones.
Le générique de début est Order Made, interprété par Mafumafu.

### Liste des épisodes
| No | Titre français,                          | Titre japonais               | Titre japonais                      | Date de 1re diffusion |
| No | Titre français,                          | Kanji                        | Rōmaji                              | Date de 1re diffusion |
| -- | ---------------------------------------- | ---------------------------- | ----------------------------------- | --------------------- |
| 1  | Bienvenue dans l'entreprise Magilumière. | 株式会社マジルミエへようこそ | Kabushiki gaisha majirumie e yōkoso | 4 octobre 2024        |
| 2  | UN BALAI ? C'est du gâteau.              | ほうきを飛ばすのは簡単だ     | Hōki o tobasu no wa kantanda        | 11 octobre 2024       |
| 3  | L'esthétique de l'entreprise             | 私たちの美学                 | Watashitachi no bigaku              | 18 octobre 2024       |
| 4  | C'était facile, non ?                    | ホイホイできただろ           | Hoihoi de kitadaro                  | 25 octobre 2024       |
| 5  | Projet commun                            | 協働業務                     | Kyōdō gyōmu                         | 1er novembre 2024     |
| 6  | La Magical Girl de Miyakodo              | ミヤコ堂の魔法少女           | Miyakodō no mahō shōjo              | 8 novembre 2024       |
| 7  | Résultats vs esthétique                  | 結果と美学                   | Kekka to bigaku                     | 15 novembre 2024      |
| 8  | L'expo des technologies magiques         | 魔法業界EXPO                 | Mahō gyōkai Ekisupo                 | 22 novembre 2024      |
| 9  | Collègues                                | 仲間                         | Nakama                              | 29 novembre 2024      |
| 10 | Ginji                                    | 銀次さん                     | Ginji-san                           | 6 décembre 2024       |
| 11 | L'éblouissante Akane                     | アカネ燦然                   | Akane sanzen                        | 13 décembre 2024      |
| 12 | En solo vs. En équipe                    | 一人とチーム                 | Hitori to Chīmu                     | 20 décembre 2024      |

## Réception
Masaki Endo de Tsutaya News a estimé que la série était unique parmi les œuvres du genre Magical Girl. Endo a également salué l'équilibre entre la fantaisie et la réalité. Makoto Kitani de Da Vinci a salué les éléments comiques de l'histoire et les illustrations. Kitani a également estimé que l'histoire était unique parmi les œuvres de Magical Girl. Steven Blackburn de Screen Rant a fait l'éloge de la série, appréciant particulièrement les moments comiques. Il a également noté que la série fonctionnait bien comme une satire de Sailor Moon.
La série s'est classée troisième au Next Manga Awards 2022 dans la catégorie web manga,.